# Reino de Tahití
El Reino de Tahití fue fundado por el jefe supremo Pōmare I, quien, en ayuda de los misioneros ingleses y los comerciantes, unificó las islas de Tahití, Moorea, Tetiaroa y Mehetia; en su punto álgido, llegó a incluir también las del archipiélago Tuamotu, Tubuai y Raivavae, así como otras del este de la Polinesia.
Los líderes del reino eran cristianos y el reconocimiento internacional que se granjearon les permitió evitar la colonización por parte de los españoles, así como rechazar las reclamaciones inglesas y francesas. Durante el reinado de los cinco monarcas tahitianos, la paz y la prosperidad económica y cultural fueron una constante en la zona.
Tahití y sus dependencias pasaron a conformar un protectorado francés en 1842 y Francia se las anexó como colonias en 1880. La monarquía se abolió en 1880, aunque sigue habiendo pretendientes al trono.